# Mandragora
Mandragora is de botanische naam van een geslacht van planten uit de nachtschadefamilie (Solanaceae). De naam Mandragora is mogelijk afkomstig van het Perzische مردم‌گیاه mardum-giâ (of mardom-giâ, mensenkruid). Een andere mogelijke verklaring is dat het woord mandragora teruggaat op het Griekse woord mandra, dat vee, stal of kudde kan betekenen. De oudst bekende verwijzing naar een plant met een gelijkende naam stamt uit de 14e/15e eeuw voor Christus: op Assyrische kleitabletten wordt een plant met de naam nam-tar-gir(a) genoemd, die door sommige schrijvers voor Mandragora wordt gehouden.
Het geslacht kent een half dozijn soorten:
- Mandragora officinarum - deze plant bloeit in mei en is in het Nederlands bekend als de alruin.
- Mandragora autumnalis - deze plantensoort bloeit in de herfst, van september tot november. De plant komt in Zuid-Europa en Noord-Afrika voor. Na de bloei van de blauw-violette bloemen ontstaan de vruchten, ook wel liefdesappels genoemd.
- Mandragora caulescens is een plant uit de Himalaya, met vier ondersoorten: subsp. brevicalyx, caulenscens, flavida en purpurascens.
- Mandragora chinghaiensis of Chinese alruin; de wortel hiervan bevat 0,21% hyoscyamine en 0,48% scopolamine.
- Mandragora shebbearei of Tibetaanse alruin.